# Médaille de la Résistance
La médaille de la Résistance venne istituita a Londra dal generale francese Charles de Gaulle, comandante delle forze della Francia Libera, il 9 febbraio 1943 con lo scopo di riconoscere gli atti eccezionali di fede e di coraggio a coloro che, in Francia, nei territori delle colonie ed all'estero, hanno contribuito alla resistenza del popolo francese contro il nemico dal 18 giugno 1940.

## Attribuzione
La medaglia della Resistenza francese è stata conferita a 65.295 persone (4.600 con rosetta) di cui 25.000 a titolo postumo, appartenenti sia alle forze della Francia Libera che alla resistenza interna. Fu anche assegnata a 18 enti locali, 21 unità militari delle tre armi e ad altre 15 comunità (scuole, ospedali, conventi, ecc), e poteva essere assegnata con o senza rosetta. Non fu più assegnata direttamente dal 31 marzo 1947, tranne che per i territori dell'Indocina francese il cui termine fu prorogato al 31 dicembre dello stesso anno. Veniva concessa per decreto dapprima dal Comandante delle Forze libere francesi, poi dal Gouvernement provisoire de la République è, a partire dal 1º gennaio 1947, dal Presidente della Repubblica francese. 
Poteva ancora essere concessa postuma, nelle stesse condizioni, ma solo a caduti in azioni di guerra contro i nazifascisti od a coloro che sono morti in esilio a causa delle loro idee antinaziste.

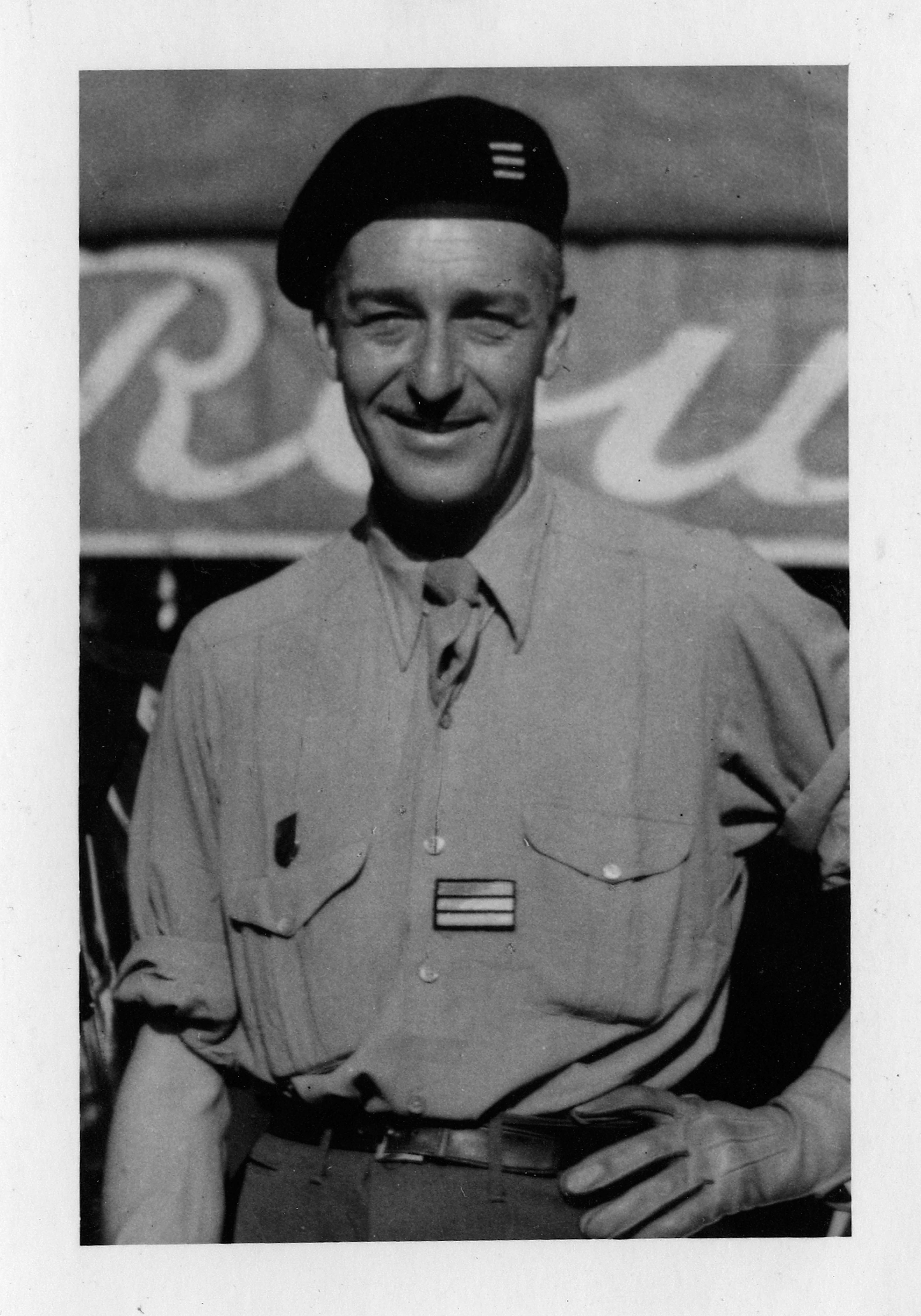
Il Capitano Teddy Rasson insignito della Médaille de la Résistance

## Insegne
- Medaglia: rotonda in bronzo, del diamentro di 37 mm.  Sul dritto presenta uno scudo con la centro la croce di Lorena e la scritta "18 Giugno 1940", mentre sul retro vi era la scritta "Patria non immemor".
- Nastrino: nero attraversato verticalmente da due bande laterali rosse di 3 mm di larghezza e quattro bande di 1 mm, i cui le due di centrali erano distanziate di 2 millimetri, e le due intermedie di altri 6 millimetri. Quando la decorazione viene assegnata con la rosetta, una rosetta nero e rossa è posta al centro del nastro.

## Città, unità militari e comunità civili decorate
La Médaille de la Résistance française è stata concessa ad un certo numero di città, unità militari e comunità civili:

### Decorazioni con rosetta
- École militaire préparatoire di Tulle (24 aprile 1946)
- Groupe de bombardement "Bretagne" (3 agosto 1946)
- Sommergibile Casabianca (3 agosto 1946)
- Sommergibile Le Glorieux (20 novembre 1946)
- Sommergibile Narval (29 novembre 1946)
- Sommergibile Surcouf (29 novembre 1946)
- École militaire préparatoire di Autun (31 marzo 1947)
- 1er Régiment de fusiliers marins (31 marzo 1947)
- 13e Demi-brigade della Legione straniera (31 marzo 1947)
- Città di Caen (24 aprile 1946)
- Città di Caniac-du-Causse (4 Aprile 1946)
- Île-de-Sein (27 agosto 1946)
- Città di Lyon (20 novembre 1946)
- Suore del Santissimo Salvatore di Niederbronn-les-Bains (24 aprile 1946)
- Università di Strasburgo (31 marzo 1947)
- Radio Brazzaville (3 gennaio 1946)
- Résistance-Fer[6] (31 marzo 1947)

### Decorazioni senza rosetta
- Brigata della Gendarmeria di La Chapelle-en-Vercors (14 giugno 1946)
- Corvetta Aconit (29 novembre 1946)
- Corvette Alysse (29 novembre 1946)
- Avviso Commandant Dominé (29 novembre 1946)
- Avviso Commandant Duboc (29 novembre 1946)
- Sommergibile Le Vénus (29 novembre 1946)
- Cacciatorpediniere Léopard (29 novembre 1946)
- Sommergibile Marsouin (29 novembre 1946)
- Corvetta Mimosa (29 novembre 1946)
- Avviso Savorgnan-de-Brazza (29 novembre 1946)
- Pattugliatore Poulmic (31 marzo 1947)
- 1er Régiment d'infanterie (31 marzo 1947)
- Città di Meximieux (2 settembre 1945)
- Città di Terrou (22 settembre 1945)
- Città di Béthincourt (15 ottobre 1945)
- Città di La Chapelle-en-Vercors (15 ottobre, 1945)
- Città di Saint-Nizier-du-Moucherotte (15 ottobre 1945)
- Città di Thônes (15 ottobre 1945)
- Città di Montceau-les-Mines (24 aprile 1946)
- Nuova Caledonia (24 aprile, 1946)
- Città di Nantua (16 gennaio 1947)
- Città di Oyonnax (16 gennaio 1947)
- Città di Brest  (31 marzo 1947)
- Città di Marsoulas (31 marzo 1947)
- Città di Tavaux (31 marzo 1947)
- Città di Plougasnou (31 marzo 1947)
- Ospedale di Cahors (17 maggio 1945)
- Ospedale di Saint-Céré (17 luglio 1945)
- Liceo "Lalande" di Bourg-en-Bresse (3 ottobre 1946)
- Abbazia di Notre-Dame de Timadeuc a Bréhan (3 gennaio 1946)
- Associazione dei Francesi liberi della Gran Bretagna (31 maggio 1943)
- Polizia di Stato della città di Algeri (26 marzo 1945)
- Resistenza PTT (13 luglio 1945)
- Vigili del fuoco di Belfort (3 gennaio 1946)
- Scout routier, clan Guy de la Rigaudie (24 aprile 1946)
- Corpo urbano dei guardiani della pace di Nizza (25 aprile 1946)
- Federazione della stampa clandestina francese (31 marzo 1947).